# Eiconaxius laccadivensis
Eiconaxius laccadivensis är en kräftdjursart som först beskrevs av Alcock 1901.  Eiconaxius laccadivensis ingår i släktet Eiconaxius och familjen Axiidae. Inga underarter finns listade i Catalogue of Life.